# 国道439号

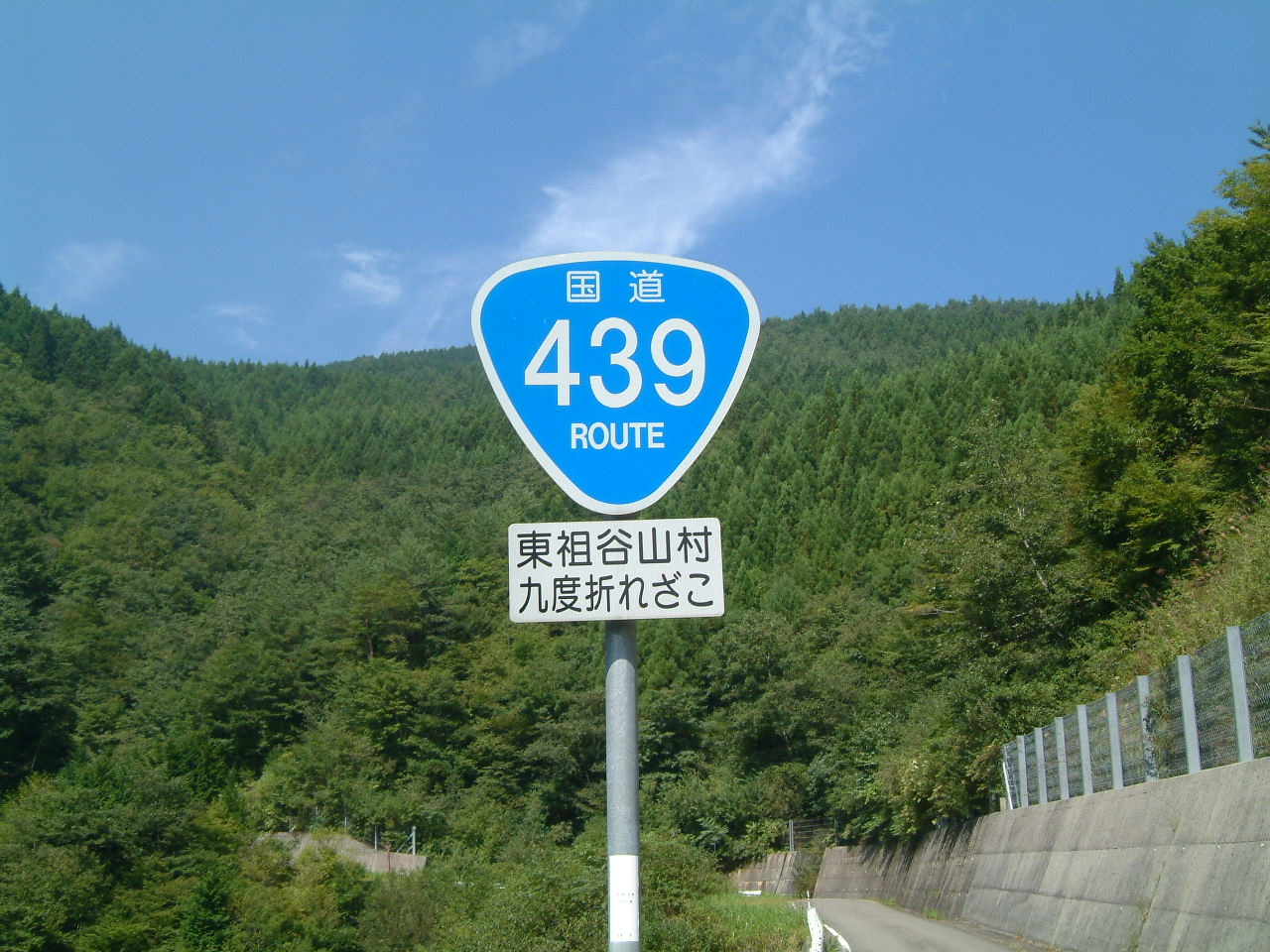
標識（徳島県三好市東祖谷）

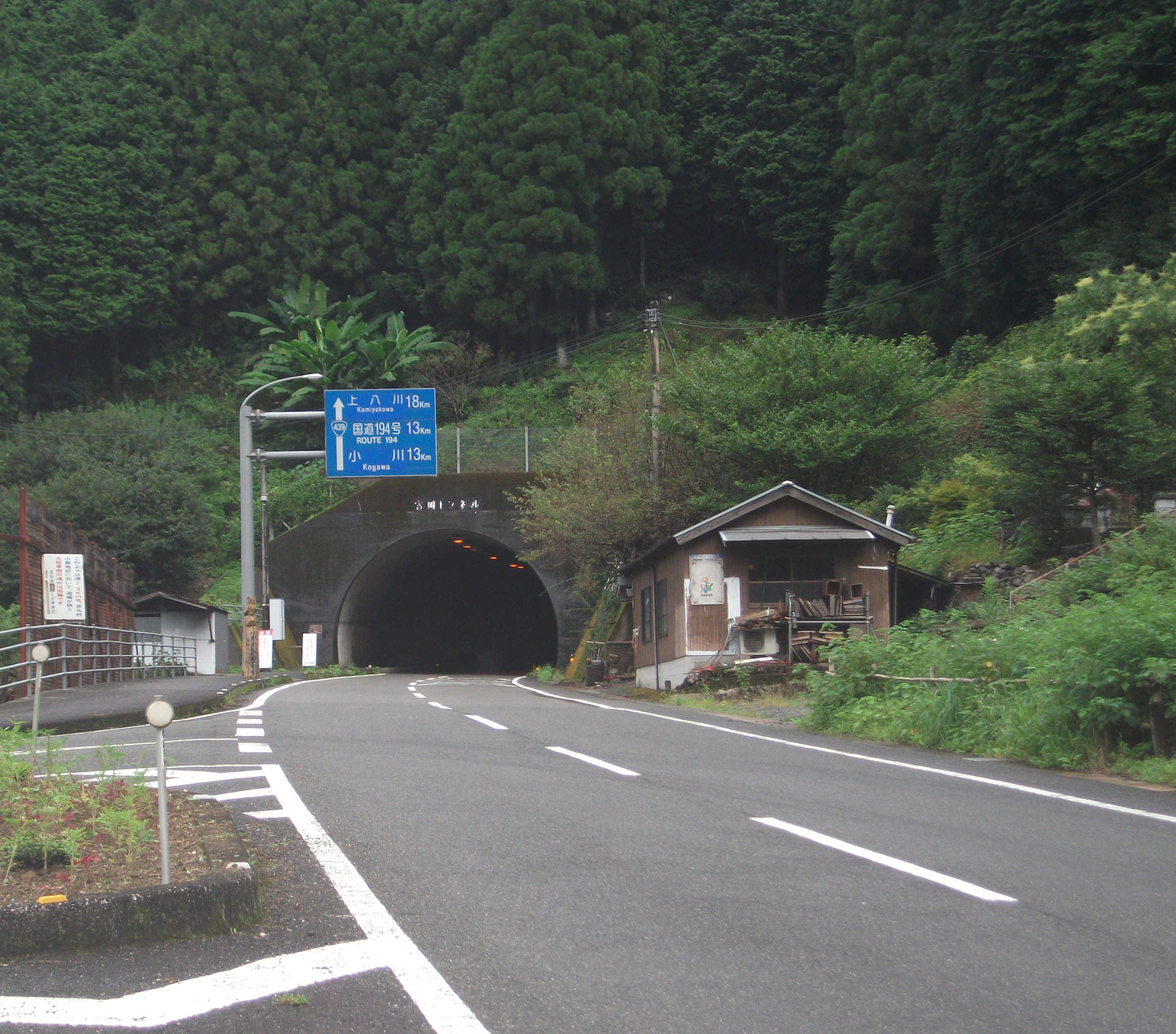
高知県仁淀川町川内谷

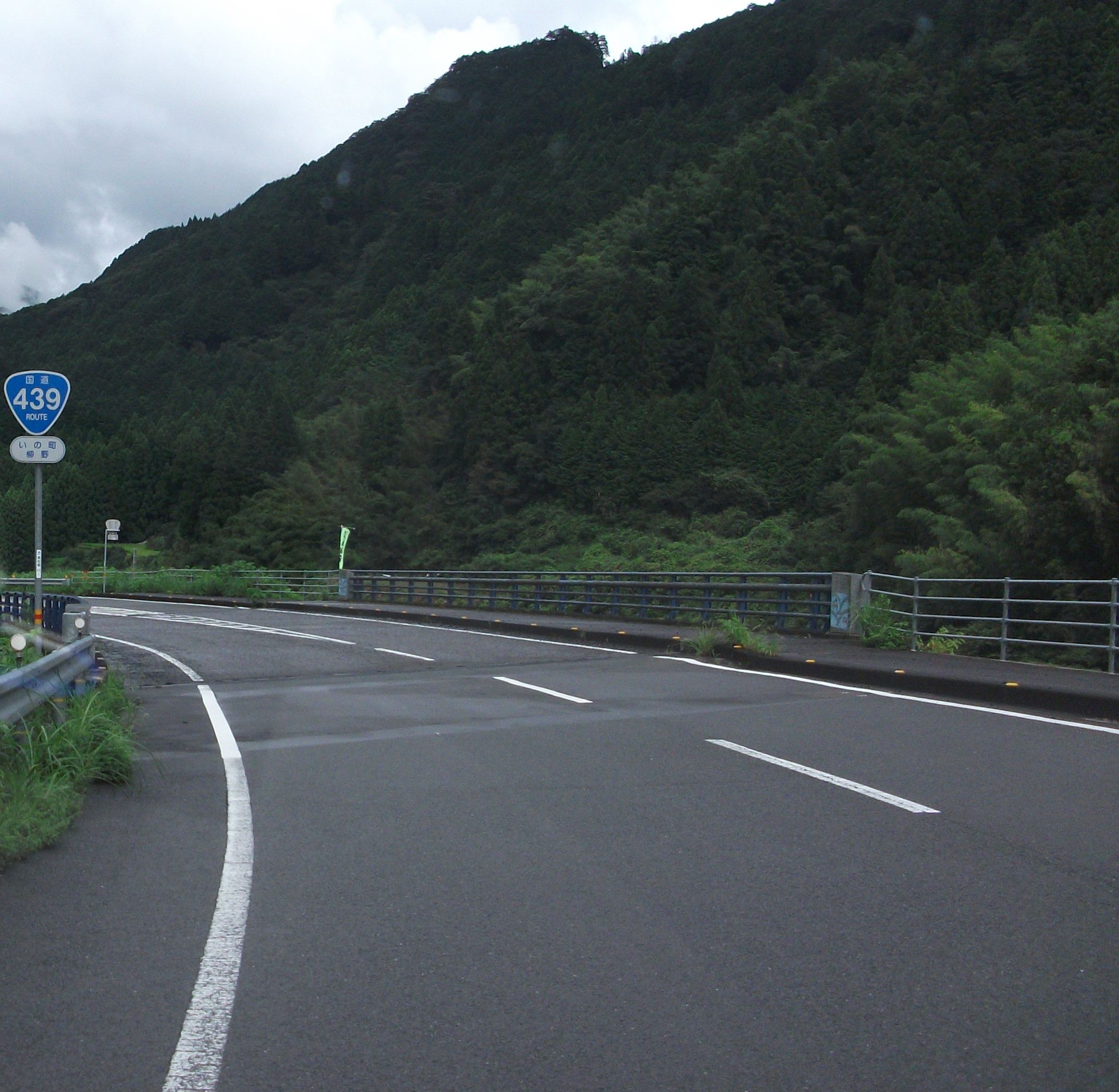
高知県いの町小川柳野

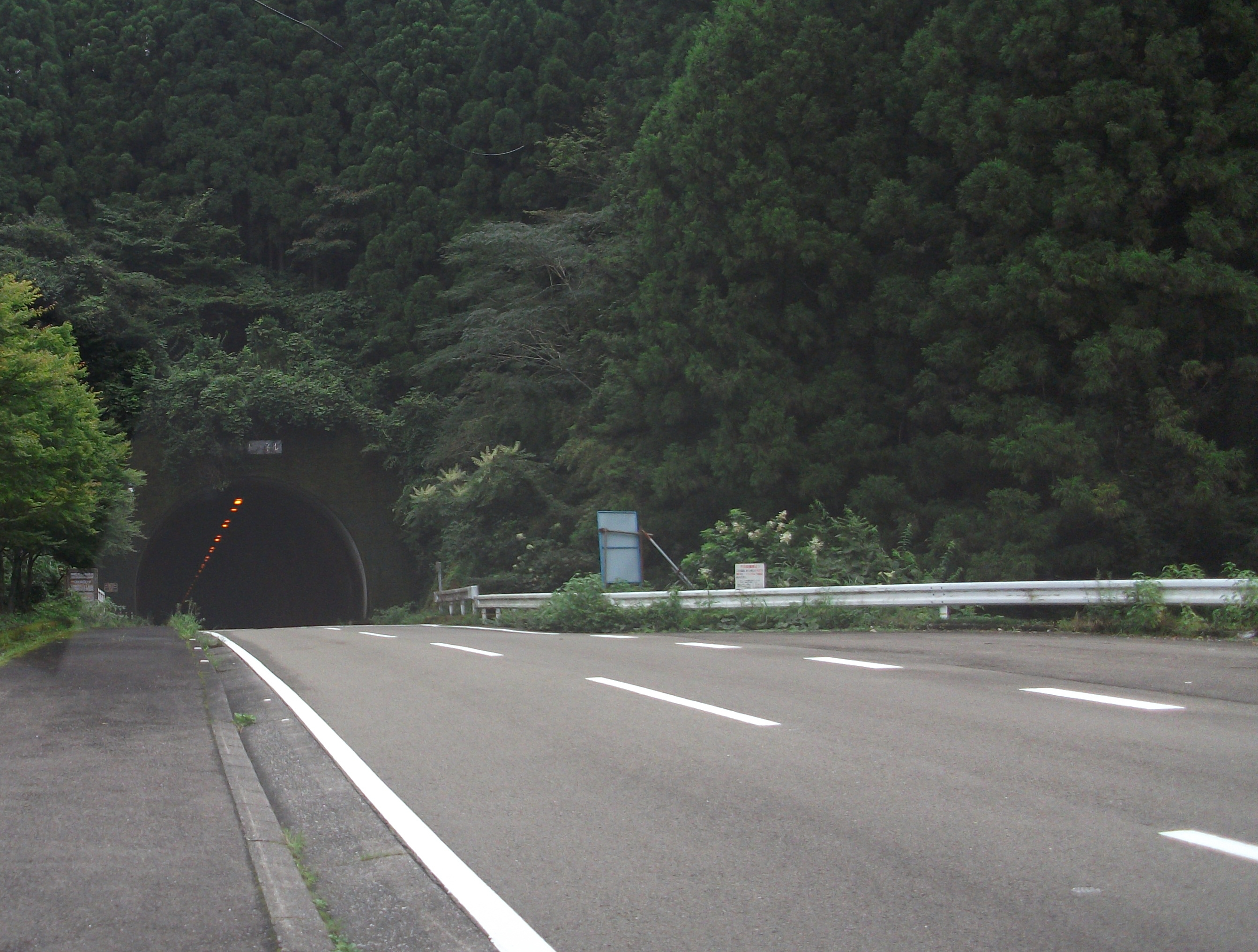
高知県いの町上八川丙

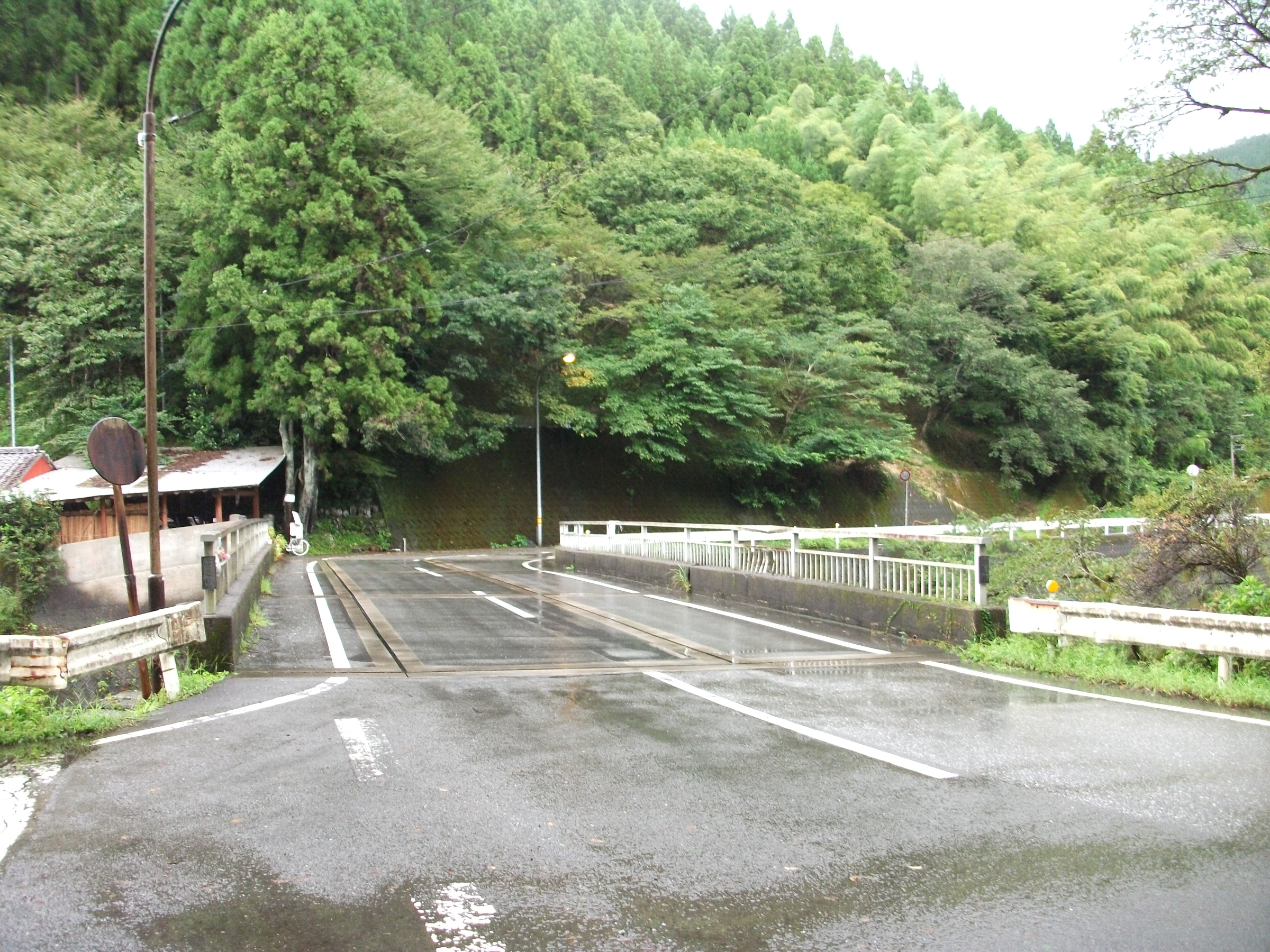
高知県土佐町地蔵寺

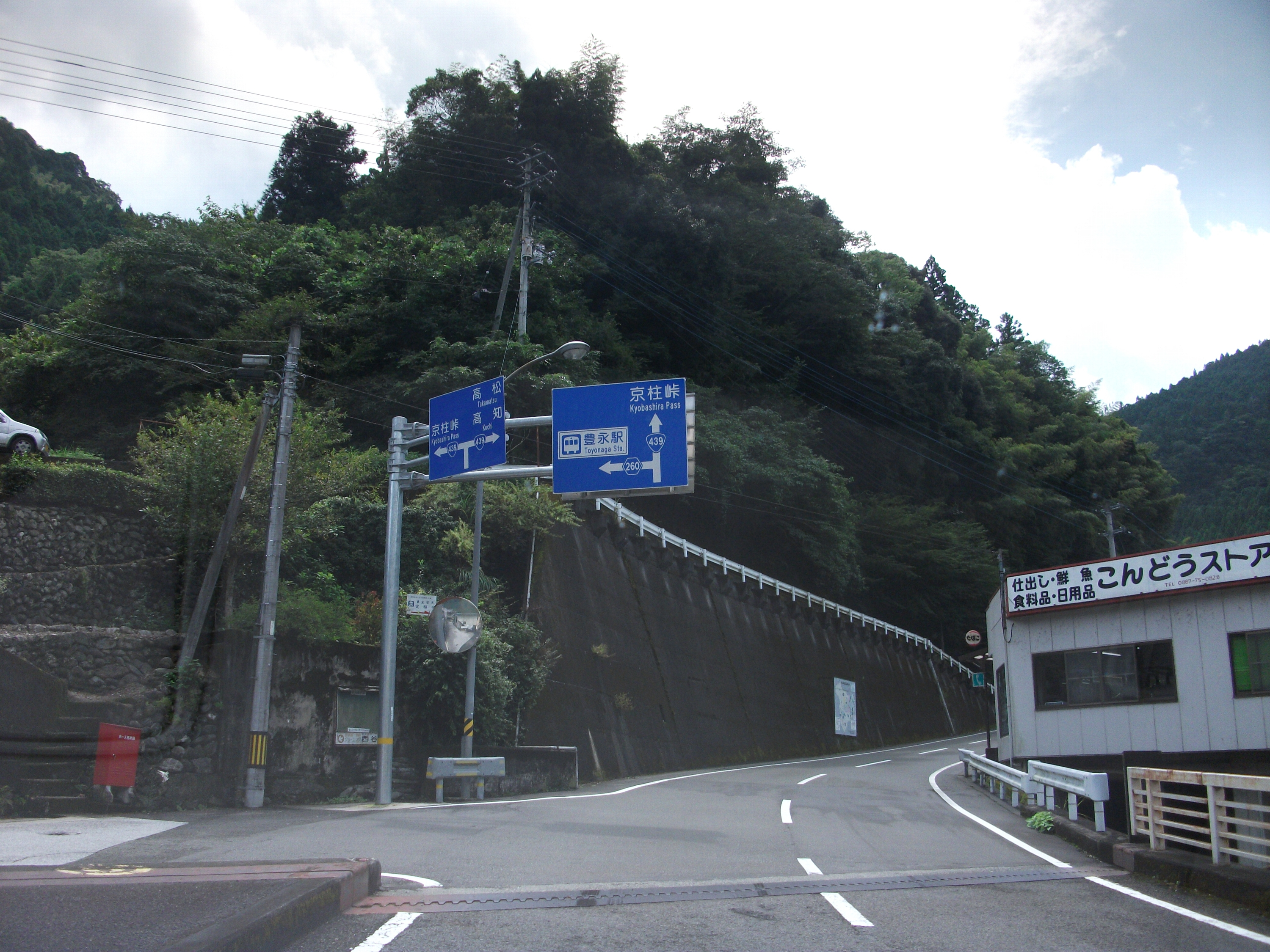
高知県大豊町西土居

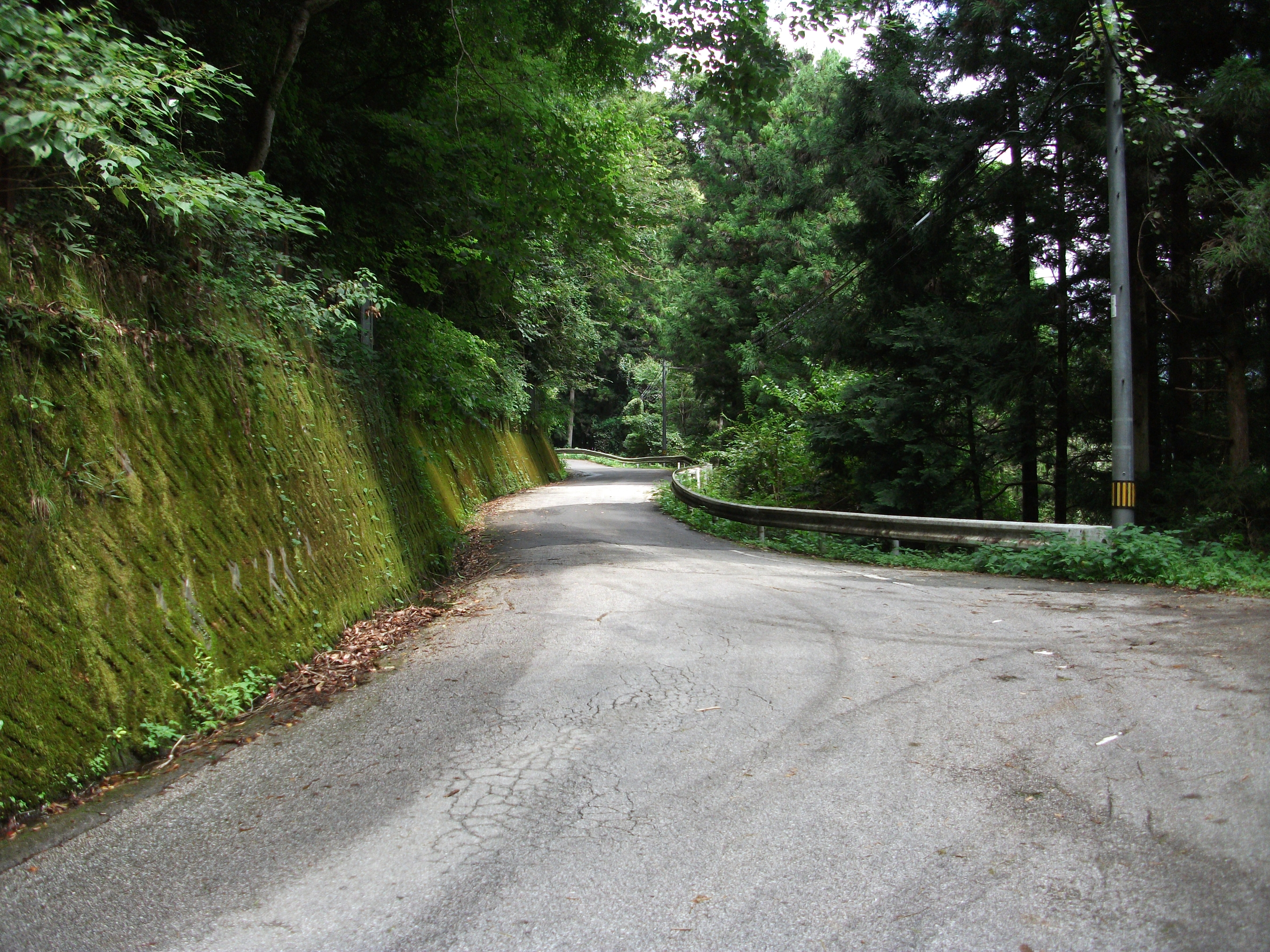
高知県大豊町西峰

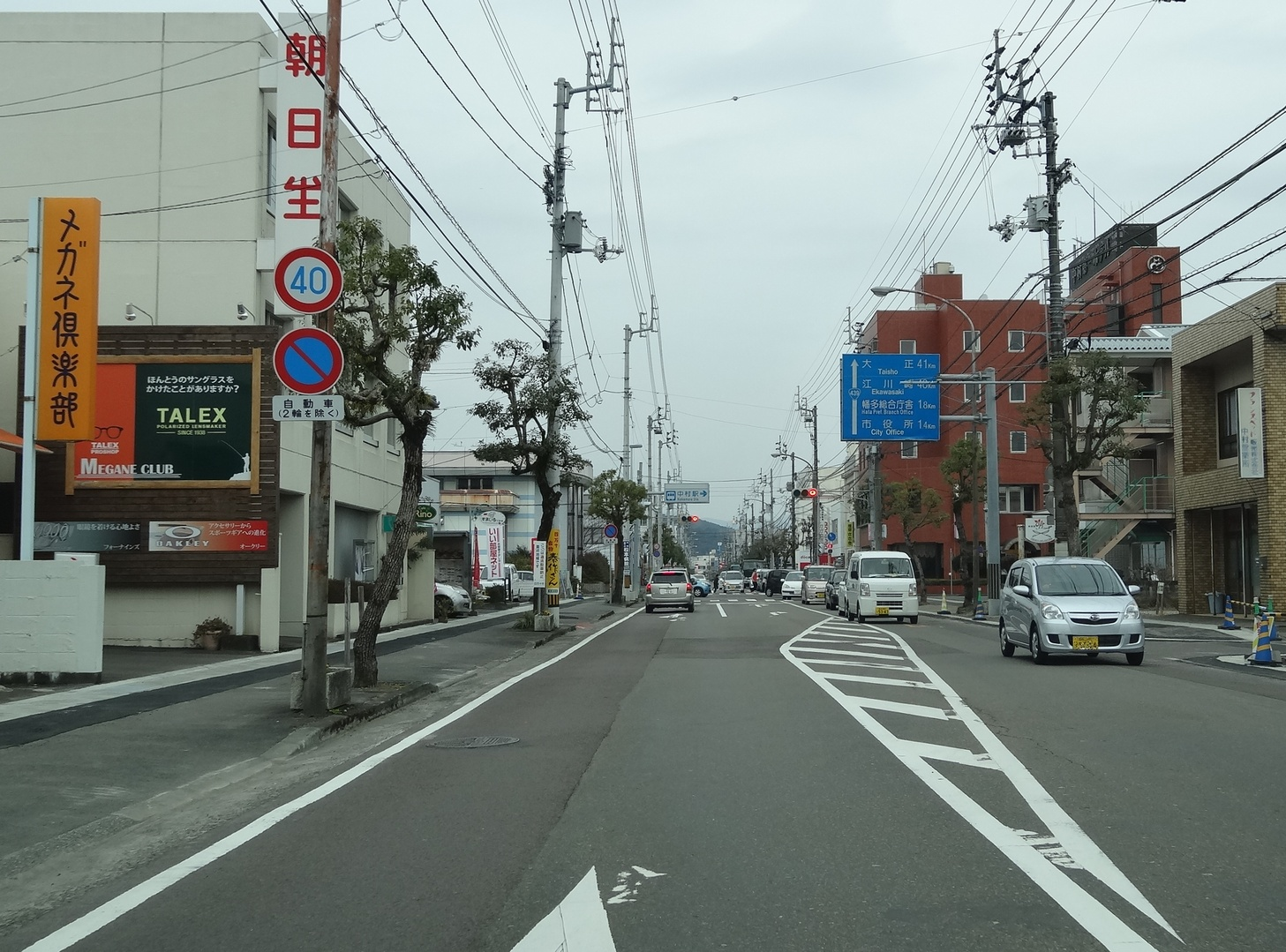
終点付近の中村市街地（高知県四万十市）

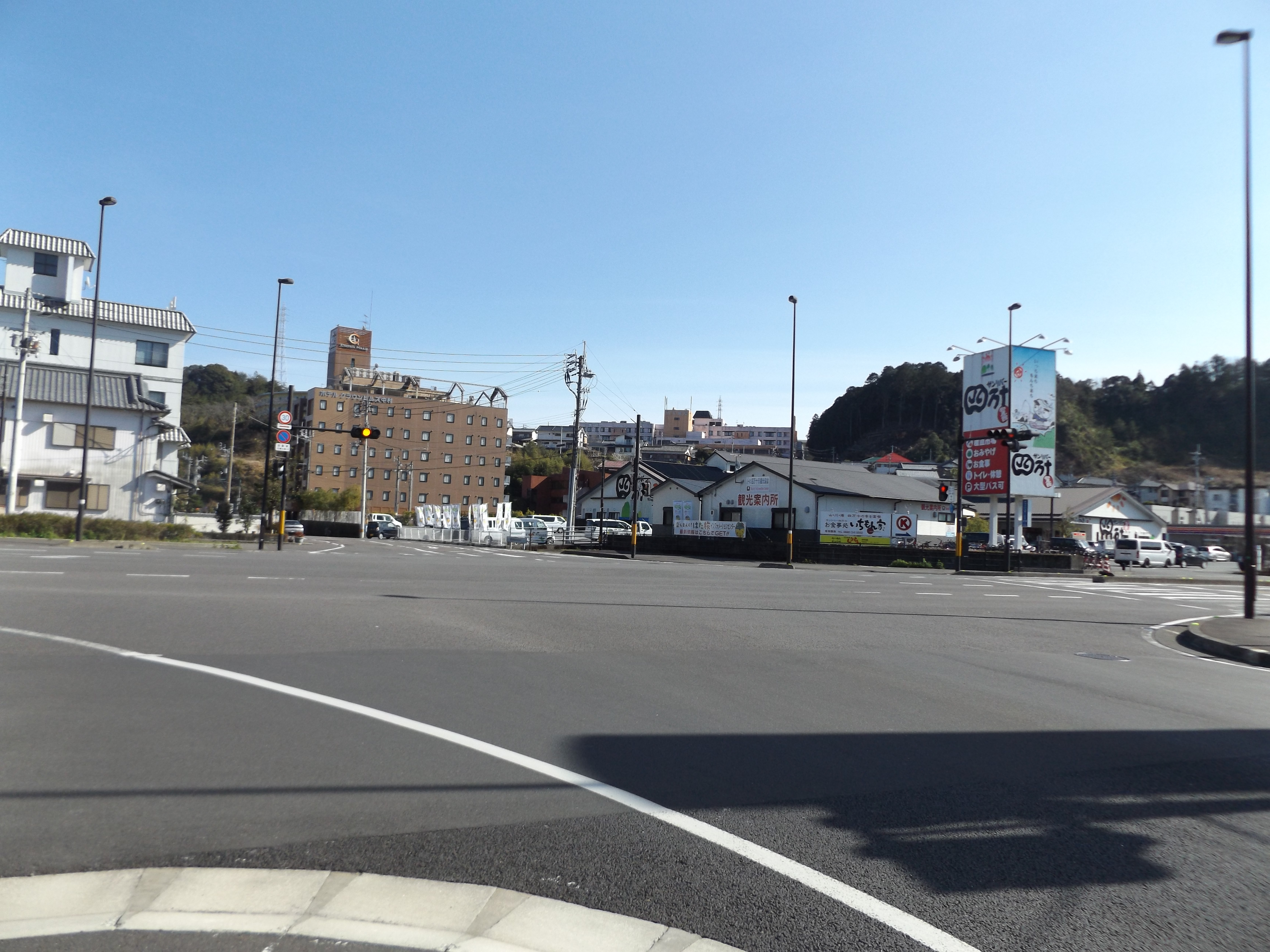
終点である国道56号との交差点（高知県四万十市）。

国道439号（こくどう439ごう）は、徳島県徳島市から高知県四万十市に至る一般国道である。

## 概要
四国山地に沿って四国地方の中山間地域を東西に縦貫する道路で、総延長は346.3 kmあり、四国の国道では2番目に長い路線である。主な通過地は起点・徳島市の徳島本町交差点より、剣山、徳島・高知県境の京柱峠、高知県大豊町、仁淀川町、杓子峠を経て、終点・四万十市の国道56号交点に至る。交差する国道のほとんどが四国を縦断するかたちをとるため、各国道同士を連絡する道路としても利用されている。国道439号の数字語呂合わせで「ヨサク（与作）」の俗称がある。
起点・徳島市から三好市の剣山までの徳島県内の約80 km区間は、他路線である国道192号・国道438号と重複するため、国道439号が最上位となる区間は剣山以西になる。
四国きっての「酷道」として知られ、実態は一部の他国道との重複区間や改良済区間を除く大部分の区間は、対面通行不可能な隘路区間が多い。酷道の代表格として古くからバイク雑誌で「ヨサク」の名で頻繁に紹介されるなど、その知名度は酷道ナンバーワンとも評され、酷道愛好家らのあいだでは日本三大酷道のひとつに数えられている。酷道としては珍しくテレビ番組で特集されることもあり、『東野・岡村の旅猿 プライベートでごめんなさい…』や『ドキュメント72時間』で特集された実績がある。
また、近年ではその過酷な路線状況を逆手にとった自転車イベント「ツールドにし阿波」が開催されており、開催日である5月上旬は多くの人で賑わう。

### 路線データ
一般国道の路線を指定する政令に基づく起終点および重要な経過地は次のとおり。
- 起点：徳島市（徳島本町交差点 = 国道11号・国道28号交点、国道192号・徳島県道38号沖ノ洲徳島本町線終点、国道318号・国道438号起点）
- 終点：中村市[注釈 5]（右山交差点 = 国道56号交点・国道441号終点）
- 重要な経過地：徳島県名西郡神山町、同県美馬郡木屋平村[注釈 6]、同県三好郡東祖谷山村[注釈 7]、高知県長岡郡大豊町、同県吾川郡吾北村[注釈 8]、同郡池川町[注釈 9]、同郡吾川村[注釈 9]、同県高岡郡東津野村[注釈 10]、同県幡多郡大正町[注釈 11]
- 総延長 : 346.3 km（徳島県 122.2 km、高知県 224.0 km）重用延長を含む[1][注釈 1]
- 重用延長 : 105.8 km（徳島県 78.5 km、高知県 27.3 km）[1][注釈 1]
- 未供用延長 : なし[1][注釈 1]
- 実延長 : 240.5 km（徳島県 43.7 km、高知県 196.8 km）[1][注釈 1]
  - 現道 : 234.7 km（徳島県 42.1 km、高知県 192.5 km）[1][注釈 1]
  - 旧道 : 4.5 km（徳島県 0.5 km、高知県 4.0 km）[1][注釈 1]
  - 新道 : 1.3 km（徳島県 1.1 km、高知県 0.2 km）[1][注釈 1]
- 指定区間：国道192号、国道32号、国道33号と重複する区間（高知県長岡郡大豊町西土居 - 長岡郡大豊町高須、高知県吾川郡仁淀川町・川口交差点 - 吾川郡仁淀川町・大渡交差点）[8]

## 歴史
- 1982年（昭和57年）4月1日 - 一般国道439号（徳島市 - 中村市[注釈 5]）として指定[9]。
- 1993年（平成5年）4月1日 - 国道438号の経路変更により徳島市元町交差点 - 三好郡東祖谷山村見ノ越[注釈 7]が同国道との重複区間となる[10]。

### 旧道
- 徳島県佐那河内村 - 神山町間は、2007年（平成19年）に開通した府能バイパスの旧道区間が残されており、現在は町村道および、一部が国道438号に指定されている。佐那河内村と神山町の境に大正時代に掘られたトンネルである府能隧道がある[6]。

## 路線状況
徳島県徳島市から剣山までは国道438号と重複している。剣山以西は、国道438号より分岐して国道439号の単独区間となる。
地図の上では、四国内陸部を袈裟懸けに短絡する道路のように見えるが、起点 - 四国霊場第12番・焼山寺への参道に当たる神山町内の区間（国道438号と重複）、大杉駅（大豊町）付近の国道32号から吉野川沿いに西進して本山町、土佐町を越え国道33号に至る区間を除けば、ほとんどが乗用車1台分の道幅、つまり2.5 m程度しかなく、いわゆる「酷道」と呼ばれる未改良道路である。一般的に言われる悪路であるほか、路面を覆うコケや落ち葉、もろい崖などが通行条件の悪い酷道の要素を持っている。少しずつではあるが各所で改良工事、防災工事が実施されており、全面通行止、時間規制による通行止や重量・幅員制限が実施されていることが多い。
高知県と徳島県境の京柱峠、徳島県コリトリ - 見ノ越（国道438号との重複区間）は冬季閉鎖される。
京柱峠は、羊腸の小径（こみち）と形容されるほどの国道439号きっての難所で、路面のアスファルトが剥がれた舗装路、うっそうとしたスギ林の中に続く山肌に張り付くようなガードレール無しの隘路、見通しのきかないカーブ道など、通行するにはさまざまな危険要素が重なっている。
高知県大豊町の国道32号分岐から吾川郡仁淀川町の国道33号交点までは、バイパス道路の整備や拡幅改良された2車線の快走路である。仁淀川町の国道33号分岐を過ぎて、仁淀川町と高岡郡津野町にまたがる矢筈トンネルの前後には山肌に張り付くような1 - 1.5車線の狭隘路が残り、離合不能区間が点在している。
津野町の国道197号重複区間分岐から四万十町・四万十市にかけてカーブが連続する狭隘路が続き、特に杓子峠は1車線の山岳路で、落石防止対策やガードレールが未整備な箇所が多い。杓子峠から山を下りたところから四万十市中村市街地まで、整備された2車線の快走路が続く。
“酷道”としてテレビ番組で取り扱われたこともあり、東野・岡村の旅猿では四国酷道走破の旅として国道439号を観光しながら走破するという内容が、ドキュメント20min.では2010年9月6日に酷道にとりつかれたマニアを追ったドキュメンタリー『“酷道”439号』が、2015年7月4日に土曜スペシャル「知られざる国道の旅3」が、2016年6月3日にNHKドキュメント72時間『ゆきゆきて 酷道439』がそれぞれ放送された。

### バイパス
府能バイパス

国道438号との重複区間内。2007年12月26日開通。
菅生バイパス
徳島県三好市東祖谷菅生の不良部分を改良するもので1998年度（平成10年度）に事業を開始し、2010年（平成22年）3月22日に全線開通した。延長1.0 kmで車道幅員3.0 mの2車線道路で全幅8.0 mである 。
落合バイパス（徳島県）
落合バイパスは徳島県三好市東祖谷落合から同市東祖谷京上に至るバイパス道路。下瀬トンネル供用済み。2022年（令和4年）3月5日に下瀬2号トンネルが供用開始。
京上バイパス
京上バイパス（きょうじょうバイパス）は、三好市東祖谷京上から同市東祖谷新居屋に至る延長2.6 kmのバイパス道路である。2001年（平成13年）4月20日に全線が完成供用となった。
同区間の旧道には東祖谷山村役場（現在の三好市役所東祖谷総合支所）が立地する村の中心部となっており、交通量は決して少なくはなかったが、狭隘な道路が連続していたために普通自動車であっても離合に困難を来たし、通過に30分以上を要していた。このため、地域振興と交通安全を目的として見ノ越側から道路改良事業に着手し、1990年（平成2年）に現道拡幅部、1995年（平成7年）に京上大橋によって祖谷川対岸に渡って東祖谷山村役場を迂回するバイパス道路、2001年（平成13年）に京上トンネル（1,023 m）を含む区間がそれぞれ供用を開始した。開通によって改良前の30分以上が4分に短縮され、また同年に東祖谷山村を訪れた観光客数が前年比1.33倍になった。
大峠バイパス
大峠バイパス（おおとうバイパス）は、高知県吾川郡いの町小川新別字小倉から同郡仁淀川町大平に至る延長5.9 kmのバイパス道路である。いの町の国道194号交点から仁淀川町の国道33号交点までの区間について、いの町中心部や高岡郡佐川町を経由する国道33号の代替ルートとすべく新大峠トンネルをはじめ、道路拡幅などの道路改良を実施するもので、1992年（平成4年）に事業着手し、新大峠トンネルは1994年（平成6年）に工事着手した。かつての旧道道路は、バイパスより140 m高所にある大峠トンネルを通過するもので、その距離も10.8 kmとバイパスの1.8倍の長さを有し、通過に約30分を要していたが、バイパスは60 km/hでの走行が可能なため通過時間は6分に短縮される。このことからも2007年（平成17年）に試算された費用便益分析 (B/C)は1.6であったため、整備を妥当とする結果であったが、その根拠となる需要予測については国道33号越知道路との兼ね合いから総務省によって相互の事業効果について疑問視されたため、2008年（平成20年）に再計算を行った結果も1.1と、かろうじて事業実施判断となる1.0には届いたが、道路規格が第3種第2級から第3種第3級に降格された。同区間の工事のうち、未供用区間の延長720 mについては、2011年に工事が発注され、2012年度末に完成した。
大植バイパス
大植バイパス（おおうえバイパス）は、高知県吾川郡仁淀川町大植の織合から太郎田に至る延長3.04 kmのバイパス道路である。現道では道路を利用する歩行者は多くなく、事業全体の費用便益分析 (B/C)は0.4と試算されているが、緊急輸送道路や太郎田に至る唯一の生活道路であることを考慮し、急カーブや幅員狭小で離合困難な箇所を解消するために1989年（平成元年）より道路整備が実施されている。起点側から大植工区1.140 kmと太郎田工区1.900 kmに分割して工事着手し、終点側の太郎田工区は2000年（平成12年）3月に全線で供用を開始した。残る大植工区は1995年に工事着手し、トンネルや橋梁といった構造物の建設が多くを占めており、近年のコスト縮減策によって完成が遅れているが、最後のトンネルとなる織合トンネルが2012年（平成24年）4月11日に起工し、2013年（平成25年）度の完成を目指して工事中であったが、2014年（平成26年）7月26日に全線開通した。

### 重複区間
- 国道192号・国道318号（徳島県徳島市徳島本町1丁目・徳島本町交差点（起点） - 徳島市元町1丁目・元町交差点）
- 国道438号（徳島県徳島市徳島本町1丁目・徳島本町交差点（起点） - 三好市東祖谷菅生）
- 国道193号（徳島県名西郡神山町上分）
- 国道492号（徳島県美馬市木屋平川井 - 高知県長岡郡大豊町高須）
- 国道32号（高知県長岡郡大豊町西土居 - 長岡郡大豊町高須）
- 国道194号（高知県吾川郡いの町上八川甲 - 吾川郡いの町小川西津賀才）
- 国道494号（高知県吾川郡仁淀川町長屋 - 吾川郡仁淀川町川口・仁淀川町川口交差点）
- 国道33号（高知県吾川郡仁淀川町川口・仁淀川町川口交差点 - 吾川郡仁淀川町大渡・仁淀川町大渡交差点）
- 国道197号（高知県高岡郡津野町北川）
- 国道381号（高知県高岡郡四万十町大正）
- 国道441号（高知県四万十市中村京町5丁目・後川橋南詰交差点 - 四万十市右山（終点））

### 道路施設

#### 橋梁
- 池川大橋
- 八百轟橋
- 小石清流橋

#### トンネル
- 徳島県
  - 新府能トンネル：延長1,387 m、名東郡佐那河内村 - 名西郡神谷町（国道438号重複区間）
  - 川井トンネル：延長186 m、名西郡神谷町 - 美馬市（国道438号重複区間）
  - 見の越トンネル：延長114 m、名西郡神谷町 - 美馬市（国道438号重複区間）
  - 下瀬トンネル：延長141 m、三好市（落合バイパス）
  - 下瀬2号トンネル：延長227 m、三好市（落合バイパス）
  - 京上トンネル：延長1,023 m、三好市（京上バイパス）
- 高知県
  - 粟生（あおう）トンネル：延長161 m、長岡郡大豊町
  - 新高須トンネル：延長428 m、長岡郡大豊町（土佐（北）街道）
  - 石原トンネル：延長736 m、2015年11月27日開通、土佐郡土佐町
  - 郷ノ峰トンネル：延長765 m、土佐郡土佐町 - 吾川郡いの町
  - 古江トンネル：延長235 m、吾川郡いの町
  - 思地トンネル：延長203 m、吾川郡いの町
  - 高岩トンネル：延長250 m、吾川郡いの町
  - 新別（しんべち）トンネル：延長65 m、吾川郡いの町
  - 坂本トンネル：延長150 m、吾川郡いの町
  - 新別野竹トンネル：延長288 m、吾川郡いの町
  - 新大峠トンネル：延長2,928 m、2002年4月21日開通、吾川郡いの町 - 吾川郡仁淀川町（大峠バイパス）
  - 富岡トンネル、吾川郡仁淀川町
  - 長者トンネル、吾川郡仁淀川町
  - 織合トンネル、吾川郡仁淀川町（大植バイパス）
  - 亀石トンネル、吾川郡仁淀川町（大植バイパス）
  - 秋升トンネル、吾川郡仁淀川町（大植バイパス）
  - 矢筈トンネル：延長813 m、吾川郡仁淀川町 - 高岡郡津野町
  - 古味口トンネル、高岡郡津野町
  - 中平トンネル、高岡郡梼原町
  - 小石トンネル、高岡郡四万十町
  - 江師トンネル、高岡郡四万十町
  - 住次郎トンネル、四万十市
  - 大用トンネル、四万十市
  - 沢垂トンネル、四万十市

#### 道の駅
- 徳島県 
  - 温泉の里神山（名西郡神山町、国道438号重複区間）
- 高知県
  - 土佐さめうら（土佐郡土佐町）
  - 633美の里（むささびのさと[注釈 14]、吾川郡いの町、国道194号重複区間）
  - 四万十大正（吾川郡四万十町、国道381号重複区間）

## 地理

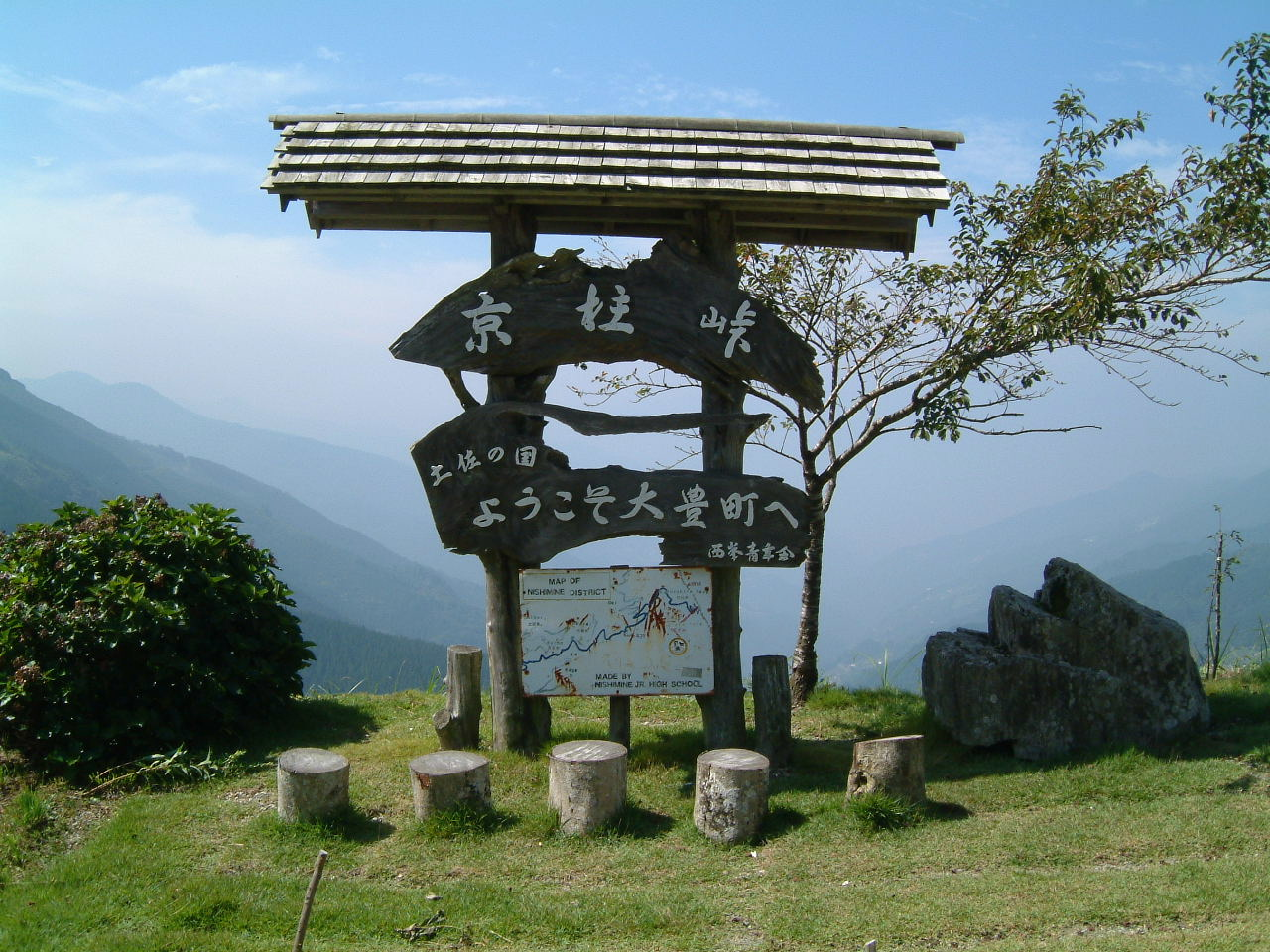
京柱峠（高知県長岡郡大豊町）

国道438号との重複区間になるが、徳島県美馬市の国道492号との分岐点交差点は、山の中にある小さな交差点で、全国の国道の中でも最も寂しい場所とも評されている。深い山林の中を延々と走り抜けて、いくつかの峠を越えていく地形の険しい地域内の道路であるが、徳島・高知県境の京柱峠（標高1,133 m）は、徳島側・高知側のどちらの絶景をも見ることができ、国道439号の中でも特に展望の良い場所で知られる。京柱峠の東には、西日本第2の標高1,955 mを誇る剣山があり、その北方の鞍部であり沿線最高地点でもある見ノ越（標高1,410 m）を越えてゆくほか、西にある高知県四万十町 - 四万十市境にある、酷道区間としても知られる杓子峠を越えてゆくなど、国道439号が越えていく四国山地の峠の数は多い。沿道には、剣山、奥祖谷の「かずら橋」や観光周遊モノレール、京柱峠や、安徳天皇御陵墓参考地「鞠ケ奈呂陵墓」など平家ゆかりの観光名所が点在し、平家の落人伝承のルートとの見方もされている。沿線の高知県本山町・土佐町の吉野川源流域には、「四国のいのち」ともよばれる1975年完成の早明浦ダムがある。

### 通過する自治体
- 徳島県
  - 徳島市 - 名東郡佐那河内村 - 名西郡神山町 - 美馬市 - 三好市
- 高知県
  - 長岡郡大豊町 - 長岡郡本山町 - 土佐郡土佐町 - 吾川郡いの町 - 吾川郡仁淀川町 - 高岡郡津野町 - 高岡郡檮原町 - 高岡郡四万十町 - 四万十市

### 交差する道路
- 国道11号、国道28号（徳島市・徳島本町交差点）
- 国道192号、国道318号（徳島市・元町交差点）
- 国道192号徳島南環状道路（徳島市・上八万インターチェンジ）
- 国道193号（神山町）
- 国道492号（美馬市）
- 国道438号 （三好市）
- 国道32号・E32 高知自動車道 9 大豊IC（大豊町）
- 国道194号（いの町）
- 国道494号 （仁淀川町）
- 国道33号（仁淀川町）
- 国道197号（津野町）
- 国道381号（四万十町）
- 国道441号（四万十市・後川橋南詰交差点）
- 国道56号（四万十市・右山交差点）

### 交差する鉄道
- 牟岐線
- 土讃線
- 予土線
- 土佐くろしお鉄道宿毛線

### 峠
起点から
- 徳島県
  - 府能峠（名東郡佐那河内村 - 名西郡神山町）
  - 川井峠（名西郡神山町 - 美馬市）
  - 見ノ越（美馬市 - 三好市）
  - 京柱峠（三好市 - 高知県長岡郡大豊町）
- 高知県
  - 矢筈峠（吾川郡仁淀川町 - 高岡郡津野町）
  - 杓子峠（高岡郡四万十町 - 四万十市）